# Xian de Fenyi
Le xian de Fenyi (分宜县 ; pinyin : Fēnyí Xiàn) est un district administratif de la province du Jiangxi en Chine. Il est placé sous la juridiction de la ville-préfecture de Xinyu.

## Démographie
La population du district était de 299 464 habitants en 1999.